# 応運
応運（おううん）は、北宋の時代に李順が蜀政権を立てて使用した私年号。944年。

## 西暦との対照表
| 応運 | 元年  |
| 西暦 | 944年 |
| 干支 | 甲午  |